# Małe twierdzenie Fermata
Małe twierdzenie Fermata (MTF) – twierdzenie teorii liczb sformułowane (bez dowodu) przez francuskiego matematyka Pierre’a de Fermata. Twierdzenie jest podstawą dla testu pierwszości Fermata. Poniżej każdego sformułowania twierdzenia znajduje się zapis w arytmetyce modularnej.
Małe twierdzenie Fermata:
jeżeli {\displaystyle p} jest liczbą pierwszą, to dla dowolnej liczby całkowitej {\displaystyle a,} liczba {\displaystyle a^{p}-a} jest podzielna przez {\displaystyle p.}
{\displaystyle a^{p}-a\equiv 0{\pmod {p}},}
lub inaczej:
jeśli {\displaystyle p} jest liczbą pierwszą, a {\displaystyle a} jest taką liczbą całkowitą, że liczby {\displaystyle a} i {\displaystyle p} są względnie pierwsze, to {\displaystyle a^{p-1}-1} dzieli się przez {\displaystyle p.} Innymi słowy,
{\displaystyle a^{p-1}-1\equiv 0{\pmod {p}},}
albo
{\displaystyle a^{p-1}\equiv 1{\pmod {p}}.}

## Dowody

### Dowód z twierdzeniem Eulera
Jeżeli {\displaystyle p} jest taką liczbą pierwszą, która nie dzieli {\displaystyle a,} to {\displaystyle p} jest względnie pierwsze z {\displaystyle a,} a więc w myśl twierdzenia Eulera o liczbach względnie pierwszych teza twierdzenia jest prawdziwa.

### Dowód kombinatoryczny

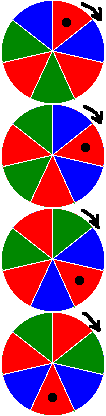
Graficzne przedstawienie dowodu

Bez straty ogólności można założyć, że {\displaystyle a} jest liczbą naturalną. Rozpatrzmy wszystkie możliwe kolorowania koła podzielonego na p części za pomocą a kolorów. Kolorowania, które możemy na siebie nałożyć po obróceniu, liczymy jako dwa różne. Wszystkich kolorowań jest {\displaystyle a^{p}.}
Wszystkie kolorowania, w których wykorzystaliśmy co najmniej dwa kolory możemy obracać tak, że otrzymamy zestawy po p parami różnych kolorowań, które są swoimi obrotami (przykładowe cztery z pewnego zestawu dla p=7, a=3 są przedstawione na rysunku). Jeżeli w pewnym zestawie utworzonym w ten sposób wystąpiłyby takie same kolorowania, to oznaczałoby to, że kąt pełny jest wielokrotnością pewnego kąta {\displaystyle {\tfrac {2\pi n}{p}},} o który trzeba obrócić jedno z tych kolorowań, aby otrzymać drugie. W przypadku, gdy wykorzystaliśmy jeden kolor, nie jest to możliwe. Zatem:
liczba wszystkich kolorowań jest iloczynem {\displaystyle p} i liczby zestawów po p kolorowań + liczba kolorowań jednokolorowych
{\displaystyle a^{p}=pn+a,}
gdzie n jest pewną liczbą naturalną.
Kolorów jest a, więc kolorowań jednokolorowych też jest a. Wynika stąd, że {\displaystyle p} dzieli liczbę {\displaystyle a^{p}-a.}

### Dowód wykorzystujący metody teorii grup
Zbiór {\displaystyle \mathbb {Z} _{p}^{*}=\{1,\dots ,p-1\}} jest grupą z działaniem mnożenia modulo p, nazywaną multiplikatywną grupą klas reszt modulo p. Grupa ta jest rzędu {\displaystyle p-1} (ma {\displaystyle p-1} elementów). Niech {\displaystyle a} będzie dowolnym elementem tej grupy. Oznaczmy przez {\displaystyle k} rząd tego elementu, tzn. najmniejszą liczbę {\displaystyle k\in \mathbb {N} } spełniającą warunek {\displaystyle a^{k}=1.} Innymi słowy
{\displaystyle a^{k}\equiv 1{\pmod {p}}.}
Z twierdzenia Lagrange’a wynika, że rząd elementu {\displaystyle a} dzieli rząd grupy {\displaystyle \mathbb {Z} _{p}^{*},} czyli {\displaystyle k|p-1.} A zatem istnieje pewna liczba naturalna {\displaystyle m} spełniająca warunek
{\displaystyle p-1=km.}
Wówczas
{\displaystyle a^{p-1}\equiv a^{km}\equiv (a^{k})^{m}\equiv 1^{m}\equiv 1{\pmod {p}}.}

### Dowód indukcyjny
Załóżmy, że {\displaystyle a} jest liczbą naturalną. Twierdzenie to jest prawdziwe, gdy {\displaystyle a=1.} Zatem załóżmy indukcyjnie, że:
{\displaystyle a^{p}\equiv a{\pmod {p}}} dla {\displaystyle a\geqslant 1.}
Wówczas:
{\displaystyle (a+1)^{p}=\sum _{k=0}^{p}{p \choose k}a^{k}=a^{p}+a^{0}+\sum _{k=1}^{p-1}{p \choose k}a^{k}.}
Ponieważ
{\displaystyle {p \choose k}={\frac {p(p-1)(p-2)\dots (p-k+1)}{k!}},}
więc dla {\displaystyle 0<k<p} żaden z czynników {\displaystyle k!} nie jest równy {\displaystyle p,} dlatego {\displaystyle p \choose k} jest wielokrotnością {\displaystyle p.} Zatem:
{\displaystyle {p \choose k}\equiv 0{\pmod {p}}.}
Ostatecznie:
{\displaystyle (a+1)^{p}\equiv a^{p}+a^{0}+\sum _{k=1}^{p-1}{p \choose k}a^{k}\equiv a^{p}+a^{0}\equiv a+1.}
Zatem na mocy indukcji {\displaystyle a^{p}\equiv a{\pmod {p}},} czyli p dzieli {\displaystyle a^{p}-a.}